# 格朗东
格朗东（法語：Glandon，法語發音：[ɡlɑ̃dɔ̃]）是法国新阿基坦大区上维埃纳省的一个市镇，属于利摩日区。

## 地理
格朗东（45°28'42"N, 1°13'37"E）面积27.47 平方千米，位于法国新阿基坦大区上维埃纳省，该省份为法国中西部省份，北起顺时针与安德尔省、克勒兹省、科雷兹省、多爾多涅省、夏朗德省和维埃纳省接壤。
与格朗东接壤的市镇（或旧市镇、城区）包括：圣伊里耶拉佩尔什、圣埃卢瓦莱蒂勒里、派扎克、萨尔朗德。

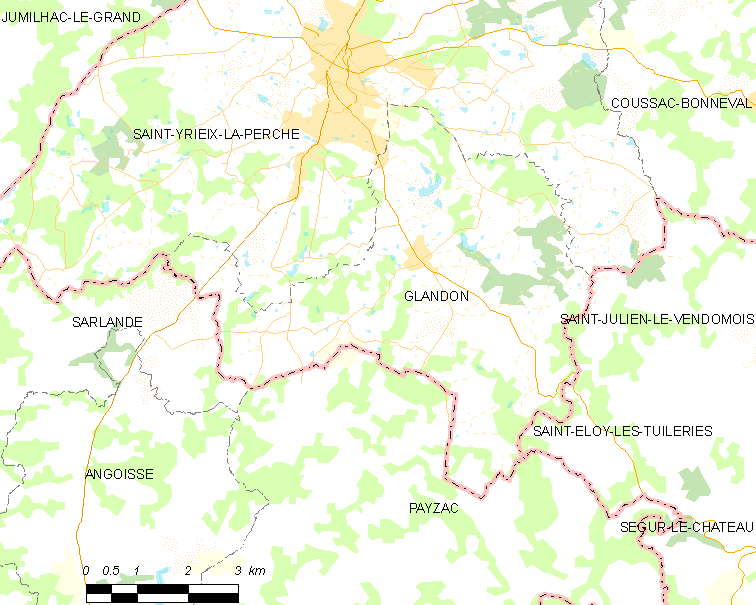
格朗东的OSM定位图

格朗东的时区为UTC+01:00、UTC+02:00（夏令时）。

## 行政
格朗东的邮政编码为87500，INSEE市镇编码为87071。

## 政治
格朗东所属的省级选区为圣伊里耶拉佩尔什县。

## 人口

1962-2008年间格朗东人口变化图示

格朗东于2022年1月1日时的人口数量为806人。